# Abiaí
De Abiaí is een rivier in Brazilië, die deels de grens vormt tussen de deelstaten Paraíba en Pernambuco.

## Geschiedenis
Na de komst van de Portugezen liep de grens tussen wat toen nog de kapiteinschappen Itamaracá en Pernambuco heette zuidelijker, langs de rivier Santa Cruz. In een wet uit 1574 werd de grens echter langs de Abiaí gelegd.
Langs de rivier bevonden zich verschillende landgoederen (fazendas) waar suikerriet geteeld werd. Aan het eind van de 19e eeuw bevond zich bij de plaats Alhandra de haven Porto das Bestas ("Beestenhaven"), van waaruit goederen naar Goiana in Pernambuco vervoerd werden.

## Zijrivieren
In de rivier komen de volgende zijrivieren uit:
- Taperubus
- Cupissura
- de beek Pitanga

## Toerisme
De monding van de rivier in de Atlantische Oceaan wordt Barra do Abiaí genoemd. Voor mensen uit de omgeving is het een toeristische bestemming. Er wordt onder andere aan vissen en kanovaren gedaan.